# Bastian von Weitershausen
Sebastian oder Bastian von Weitershausen (Weytterßheusen) oder Wittershausen genannt Reichwein (Riegwein) (* um 1525/35 vermutlich auf Burg Bromberg oder in Zwiefalten; † zwischen 16. Oktober und 31. Dezember 1587 vermutlich in Heilbronn oder Talheim) war ein deutscher Hofmarschall und Diplomat in Diensten der Landgrafschaft Hessen, des Herzogtums Württemberg und des Deutschen Ordens.

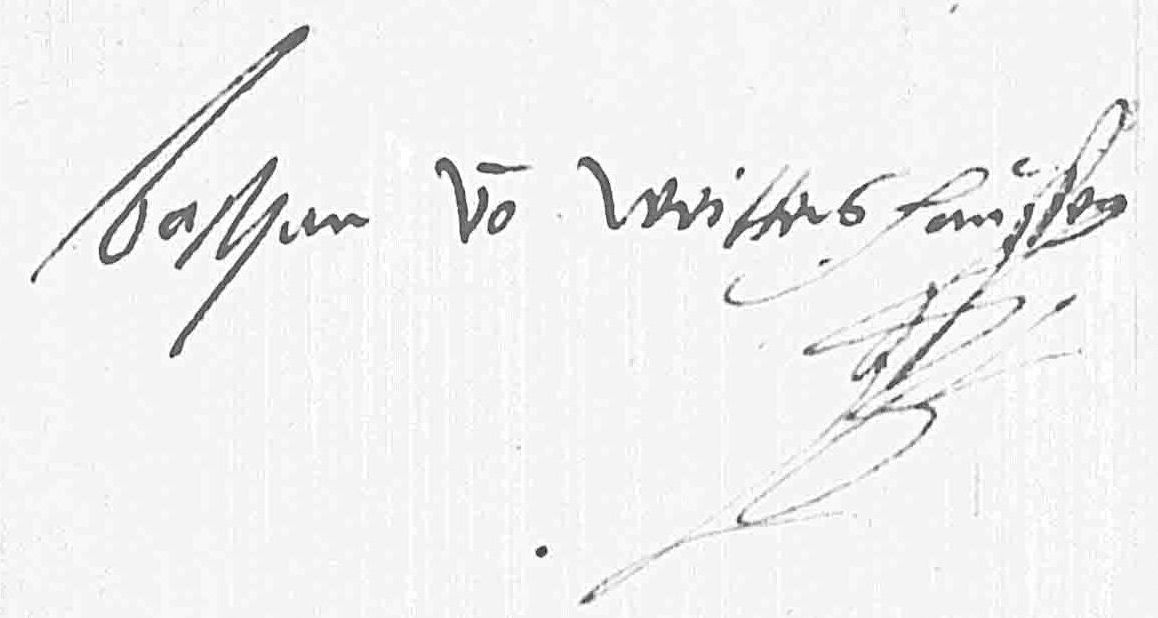
Unterschrift „Bastian von Weittershaußen“, 1562

## Leben
Bastian von Weitershausen entstammte der niederadeligen Familie Weitershausen, die ihren Ursprung im hessischen Weitershausen bei Marburg hatte, und war ein Sohn des herzoglich württembergischen Forstmeisters Ulrich von Weitershausen (Wittershausen) genannt Richwin (* um 1495; † 1560) und der Anna Lembler († 1576) von Horkheim.
| Vorfahren des Bastian von Weitershausen                           | Vorfahren des Bastian von Weitershausen | Vorfahren des Bastian von Weitershausen | Vorfahren des Bastian von Weitershausen | Vorfahren des Bastian von Weitershausen | Vorfahren des Bastian von Weitershausen | Vorfahren des Bastian von Weitershausen |
| ----------------------------------------------------------------- | --- | --- | --- | --- | --------------------------------------- | --------------------------------------- |
| Urgroßeltern                                                      | Wigand II. von Weitershausen († 1484/90) aus Mittelhessen, 1469 Stifts-Amtmann zu Kaufungen, 1474 landgräflich hessischer Küchenmeister ⚭ N. Schabe, vermutlich zu Staufenberg (Hessen)                                                  | Hans von Itzlingen († 1506/11), Vogt zu Neuenbürg, 1492 Besitz von Burg Bromberg ⚭ II. Margarethe Voit von Rieneck, vermutlich zu Urspringen                                                                                             | Volmar Lemmlin d. Ä. († 1476) aus Wimpfen, um 1469 Erwerb von Horkheim ⚭ Agnes vom Bach († nach 1469) zu Horkheim | Hans Progel (Brägel) († um 1489), Schultheiß zu Öhringen ⚭ Dorothea von Bernhausen († nach 1478) auf den Fildern |                                         |                                         |
| Großeltern                                                        | Richwin von Weitershausen († 1511/24) aus Mittelhessen, 1508 Forstmeister auf dem Stromberg zu Bromberg ⚭ I. Agathe von Utzlingen († 1495/99) zu Bromberg                                                                                | Richwin von Weitershausen († 1511/24) aus Mittelhessen, 1508 Forstmeister auf dem Stromberg zu Bromberg ⚭ I. Agathe von Utzlingen († 1495/99) zu Bromberg                                                                                | Hans Lämlin († nach 1486) zu Horkheim ⚭ N. Broglin (Prögel) aus Öhringen | Hans Lämlin († nach 1486) zu Horkheim ⚭ N. Broglin (Prögel) aus Öhringen |                                         |                                         |
| Eltern                                                            | Ulrich von Weitershausen genannt Reichwein (* um 1495; † 1560) aus Mittelhessen oder Bromberg, 1524 Besitz von Burg Bromberg, Forstmeister zu Zwiefalten, Neuenstadt am Kocher und auf dem Stromberg ⚭ Anna Lembler († 1576) zu Horkheim | Ulrich von Weitershausen genannt Reichwein (* um 1495; † 1560) aus Mittelhessen oder Bromberg, 1524 Besitz von Burg Bromberg, Forstmeister zu Zwiefalten, Neuenstadt am Kocher und auf dem Stromberg ⚭ Anna Lembler († 1576) zu Horkheim | Ulrich von Weitershausen genannt Reichwein (* um 1495; † 1560) aus Mittelhessen oder Bromberg, 1524 Besitz von Burg Bromberg, Forstmeister zu Zwiefalten, Neuenstadt am Kocher und auf dem Stromberg ⚭ Anna Lembler († 1576) zu Horkheim | Ulrich von Weitershausen genannt Reichwein (* um 1495; † 1560) aus Mittelhessen oder Bromberg, 1524 Besitz von Burg Bromberg, Forstmeister zu Zwiefalten, Neuenstadt am Kocher und auf dem Stromberg ⚭ Anna Lembler († 1576) zu Horkheim |                                         |                                         |
| Bastian von Weitershausen genannt Riegwein (* um 1525/35; † 1587) | | | | |                                         |                                         |

### Kammerjunker des Landgrafen Philipp I. von Hessen
Bastian von Weitershausen war als junger Mann Kammerjunker (adeliger Diener) des Landgrafen Philipp I. von Hessen, als dieser nach der Niederlage des Schmalkaldischen Bundes im Juni 1547 von Kaiser Karl V. in Halle verhaftet wurde. Sein Vater Ulrich von Weitershausen hatte auf protestantischer Seite am Schmalkaldischen Krieg teilgenommen.
Der Landgraf wurde von Dezember 1547 bis Februar 1548 in Nördlingen im Gasthof Zur Sonne am Markt festgehalten. Philipp I., dem jeder schriftliche oder mündliche Kontakt mit der Außenwelt untersagt war, befahl Lienhard Widmarckter, nach Nördlingen zu kommen. Er ließ ihm bzw. seiner Frau Christine von Sachsen (1505–1549) durch den Junker Bastian von Weitershausen ausrichten, dass er wegen der bevorstehenden Verlegung in die Niederlande nicht mit der baldigen Entlassung aus seiner Gefangenschaft rechne. Im März 1548 wurde Philipp I. nach Heilbronn gebracht, wo er an „Tertianfieber“ (Malaria) erkrankte und Bastian von Weitershausen bei seiner Pflege half.
Seit September 1548 befand sich Bastian von Weitershausen im Gefolge des gefangenen Landgrafen in Oudenaarde in den Spanischen Niederlanden. Er musste die Stadt jedoch mit anderen Angehörigen des Hofstaates auf Befehl des spanischen Capitains (Hauptmanns) Don Juan de Guevara, der Philipp I. bewachte, verlassen und bat die hessischen Räte in Kassel um Gewährung von Unterhalt bis zur Rückkehr des Landgrafen.
1550 war Bastian von Weitershausen wieder bei Landgraf Philipp I., der inzwischen nach Mechelen gebracht worden war. Vor dem gescheiterten Fluchtversuch Philipps von dort wurden Ende Dezember 1550 Kraft von Boyneburg, der Kammerknabe Johann von Merlau, der Arzt Johannes Meckbach (1495–1555), Bastian von Weitershausen und andere nach Kassel voraus geschickt. Kraft von Boineburg, Bastian von Weitershausen, Küchenschreiber Hieronymus Jünge und Paul Kellner stellten zu Gunsten des Kurt (Konrad) Breidenstein genannt Biedenkapper eine Referenz aus. Breidenstein hatte zusammen mit Zeugmeister Hans Rommel und dem 18-jährigen Leib-Pagen Anton von Wersebe genannt Bremer die Befreiung Landgraf Philipps organisiert, die nur durch Geschwätzigkeit eines anderen Pagen fehlgeschlagen war. 1551 kehrte Bastian von Weitershausen nach Mechelen zurück. Nach dem Passauer Vertrag endete Philipps Gefangenschaft im September 1552.

### Kämmerer und Diplomat der Landgrafen in Kassel
Im Juli 1553 war Bastian von Weitershausen bei der blutigen Schlacht bei Sievershausen anwesend und berichtete Landgraf Wilhelm IV. von Hessen-Kassel über ihren Verlauf. Schon vor 1556 war er mit Marie Ursula von Talheim († 1587), Witwe des Hans von Helmstatt, verheiratet. Sie war eine Tochter von Gerhard von Talheim († vor 1525 oder 1531) und Agnes von Sperberseck († nach 1544). 1559 schloss Hans von Stein von Reichenstein den Bönnigheimer Vertrag mit Sebastian von Weitershausen und Rochus Leiher (von Lyher) als Vertretern ihrer Ehefrauen Maria Ursula und Brigitta von Talheim über das Erbe ihrer Schwägerin Agnes von Talheim, seiner verstorbenen Ehefrau. 1⁄6 von Talheim, der Zehnt zu Höpfigheim und die Hälfte eines Schlosses gelangten durch die Erbteilung von Bastian von Weitershausen an seinen Schwager Rochus von Lyher. Nach dem Tod ihres Vaters wurden 1560 Sebastian und sein Bruder Eberhard von Weitershausen genannt Reichwein (* um 1540; † 1609) von Herzog Christoph von Württemberg mit Bromberg belehnt. 1561 stimmte Sebastian von Weitershausen als einer der beiden Vormünder der Barbara von Stammheim (1543–1606) deren Heirat mit Christoph von Degenfeld zu Hoheneybach, Obervogt zu Göppingen, zu.
In Kassel nahm Bastian von Weitershausen verschiedene diplomatische Missionen für die Landgrafschaft Hessen wahr.
Weil Landgraf Wilhelm IV. von Hessen-Kassel nicht persönlich an der Taufe der Tochter Maria Elisabeth (1561–1629) seiner Schwester Anna von Hessen und des Herzogs Wolfgang von Pfalz-Zweibrücken teilnehmen konnte, nahmen Johann von Ratzenberg († 1580), Amtmann zu Sontra, und Sebastian von Weitershausen stellvertretend für ihn die Patenschaft an. Die Taufe durch Johann Sebastian Pfauser fand am 14. November 1561 in Anwesenheit von Herzog Albrecht V. von Bayern in Neuburg an der Donau statt.
Im Frühjahr 1562 ließ Wilhelm I. von Oranien durch den Kämmerer Bastian von Weitershausen, der ihn als hessischer Gesandter aufgesucht hatte, Landgraf Wilhelm IV. seinem Wunsch nach besseren Beziehungen ausrichten. Am 6. April 1562 war Bastian von Weitershausen einer der Testaments-Zeugen des Landgrafen Philipp I. von Hessen. Ende 1562 sandte Landgraf Wilhelm IV. seinen Kämmerer Bastian von Weitershausen nach Breda, um sich vertraulich nach dem Ergehen seiner mit Wilhelm I. von Oranien verheirateten Nichte Anna von Sachsen zu erkundigen.
Sebastian von Witterhausen (sic!) genannt Richwein erhielt 1563 bis 1572 auch eine württembergische Nebenbestallung als „Diener von Haus aus“.
1564 berieten die Kurpfalz, Jülich und Hessen in Friedberg Maßnahmen gegen Herzog Johann Friedrich II. den Mittleren von Sachsen (1529–1595), um ihn zur Auslieferung des geächteten Wilhelm von Grumbach zu bewegen. Landgraf Wilhelm IV. sandte im Juli 1564 ohne Befehl, aber mit Genehmigung Landgraf Philipps I., der solche Bemühungen skeptisch sah, Bastian von Weitershausen erfolglos als Gesandten nach Gotha. Eine ursprüngliche Zusage an den Juden Joseph Goldschmidt († 1572) Zum goldenen Schwan in Frankfurt am Main, seinen Kämmerer Bastian von Weittershausen (sic!) mit ihm nach Köln reiten zu lassen, um den Erzbischof Friedrich IV. von Wied zur Bezahlung seiner am Wahltag 1562 in Frankfurt eingegangenen Schuld zu bewegen, zog Landgraf Wilhelm IV. wegen dieser neuen Entwicklung zurück.
1564/65 nahm Wilhelm IV. hinter dem Rücken seines Vaters eine Pension des französischen Königs Heinrich II. in Höhe von 4000 Kronen als Beliebnis- oder Gnadengeld an. Bastian von Weitershausen handelte die Konditionen in seinem Auftrag mit dem französischen Obersten Friedrich von Reiffenberg (1515–1595) aus.
Im Spätsommer 1565 wurden die Räte Burkhard VI. von Cramm († 1559), Statthalter von Oberhessen in Marburg, Heinrich Lersner, der frühere Kanzler, und Sebastian von Weitershausen in das Herzogtum Württemberg gesandt; sie führten dort erfolgreich Verhandlungen über eine Heirat des Landgrafen Wilhelm IV. mit der Herzogin Sabina von Württemberg. Herzog Christoph von Württemberg, der Vater der Braut, besprach Anfang 1566 in Friedberg mit Sebastian von Weitershausen Einzelheiten der Marburger Hochzeitsfeierlichkeiten. Im Mai 1566 forderte Kämmerer Bastian von Weitershausen bei Herzog Christoph und der württembergischen Landschaft die versprochene Mitgift ein.
Kurfürst Friedrich III. von der Pfalz verhandelte durch seinen Rat Christoph Ehem (1528–1592) im Herbst 1565 mit Herzog Christoph von Württemberg, um eine Einigung der protestantischen Stände auf dem Reichstag 1566 in Augsburg zu erreichen. Herzog Christoph beauftragte Sebastian von Weitershausen, Landgraf Philipp I. darüber zu berichten.

### Hofmarschall des Landgrafen Wilhelm IV.
Seit dem 1. Mai 1567 – ein Monat nach dem Tod Philipps I. – war Bastian von Weitershausen Hofmarschall des Landgrafen Wilhelm IV. von Hessen-Kassel. Graf Philipp III. von Nassau-Saarbrücken verkaufte Bastian von Weitershausen, der in der Urkunde noch als „hessischer Kämmerer“ bezeichnet wird, im September 1567 für 3000 Gulden eine Rente von 150 Gulden auf die Gefälle des Amtes Bingenheim und des Fleckens Reichelsheim in der Wetterau. 1568 quittierte der hessische Hofmarschall Bastian von Weitershausen entsprechend über 150 Gulden Zinsen, die ihm aus der nassauischen Kellerei Gleiberg gezahlt wurden.
Im Oktober 1568 wurde Bastian von Wittershausen als Gesandter Wilhelms IV. von Hessen zu Herzog Christoph von Württemberg nach Stuttgart geschickt, weil der Landgraf mit ihm, Markgraf Karl II. von Baden-Durlach und Markgraf Georg Friedrich I. von Brandenburg-Ansbach-Kulmbach die Gründung eines protestantischen Bundes betreiben wollte. Herzog Christophs Nachfolger Herzog Ludwig von Württemberg forderte 1569 neben weiteren Vasallen auch seinen Diener „Selbastian von Weitershausen zu Thalheim“ auf, sich „wegen der sorglichen Leuften“ bereitzuhalten.
1569 strengte der hessische Marschall Sebastian von Weitershausen in Kassel vor dem Reichskammergericht wegen „Herausforderns aus dem Haus“ (zum Zweikampf), bei dem er, seine Ehefrau und seine Schwägerin Barbara von Talheim bedroht und beschimpft worden waren, eine Beleidigungsklage gegen seinen Schwager Rochus Lyher in Talheim an; Lyher und seine Frau, die 1550 geheiratet hatten, hatten sich bereits 1556 nach einer vorübergehenden Trennung einmal wieder versöhnt. Am 28. Oktober 1569 kam es auf einer Reise des Landgrafen Wilhelm IV. nach Stuttgart zwischen Gießen und Butzbach zu einer „schweren“ Gehorsamsverweigerung (Felonie) des Hofmarschalls. Bastian von Weitershausen schied deswegen 1570 aus dem hessischen Dienst aus. Der ehemalige Hofmarschall Bastian von Weitershausen wurde jedoch 1583 in einer veränderten politischen Situation wieder als hessischer „Rat und Diener von Haus aus“ angenommen (s. u.).

### Marschall des Hoch- und Deutschmeisters in Heilbronn
Bastian von Weitershausen genannt Riegwein war im August 1570 Mitglied einer Delegation des Deutschen Ordens, die Erzherzogin Anna von Österreich im Auftrag ihrer Eltern Kaiser Maximilian II. und Maria von Spanien zu ihrer Hochzeit mit König Philipp II. von Spanien aus Nimwegen zum Hafen von Antwerpen brachte. Die Hochzeit fand am 12. September 1570 in Segovia statt.
1571 nahmen Sebastian und seine Schwester Maria Elisabetha von Weitershausen (* um 1530; † 1582) an einem Konvent teil, den Äbtissin Afra Reuß von Reußenstein († 1579) einberufen hatte. Es wurde eine neue Ordnung für das Damenstift Oberstenfeld verabschiedet, der trotz ihrer evangelischen Ausrichtung 1579 auch der zuständige Speyerer Bischof Marquard von Hattstein vorläufig zustimmte. Sebastian von Weitershausen war im Besitz eines Gültbriefs von 1517 über 400 Gulden Schulden des Klosters, 1579 wurde seine Schwester Maria Elisabetha zu dessen Äbtissin gewählt. Sebastians jüngere Schwester Paula von Weitershausen (* 1539; † 1609) war von 1574 bis 1598 die letzte Äbtissin des freiadeligen Frauenstiftes Frauenalb.
1572 prozessierte Bastian von Weitershausen wegen zinspflichtiger Güter in Heuchelheim gegen Michael Geibel. Die Brüder Sebastian und Eberhard von Weitershausen kauften 1573 die „Schuppenmühle“ (Schippach-Mühle) in Spielberg bei Bromberg von dem bisherigen Müller Bernhard Kleinbub und nahmen sie von Herzog Ludwig von Württemberg zu Lehen. Mit den Ortsadeligen von Altburg und Weltenschwann stritt Sebastian von Weitershausen sich über die Ausübung des „kleinen Waidwerks“. 1574 beklagte sich Hans Hofmann (Hobman) von Alten-Buseck bei den Marburger Räten und dem Gießener Hauptmann Caspar Schutzbar genannt Milchling, weil Bastian von Weitershausen ihm ein Bauvorhaben auf einem Zinsgut untersagen wollte. Landgraf Georg I. von Hessen-Darmstadt bestätigte 1575 den Verkauf von Gütern und Rechten in Michelfeld und Eichtersheim durch Bastian von Weitershausen an Eberhard von Venningen († 1574) und die Brüder von Gemmingen.
Sebastian von Wittershausen lebte 1575 in Heilbronn. Er besaß auch ein Schloss, das Neuenhaus, und einige Güter, aber keine obrigkeitlichen Rechte in Talheim; noch 1577 lagen die meisten seiner Besitzungen und Rechte in Hessen. In einem Dorf-Buch oder Beschreibung derer zum Ober-Fürstenthum Hessen gehörigen Flecken, Gerichte, Dörfer und Adelichen wurde beispielsweise 1577 notiert: „Nieder-Hofen, gehört den Teutschen Herrn, dienet unßern gnädigen Fürsten und Herrn mit den von Weitterßhausen“.
Zwischen 1577 und 1582 ist Sebastian von Weitershausen als Marschalk des Hoch- und Deutschmeisters Heinrich von Bobenhausen belegt, der unter anderem im Deutschordensschloss Kirchhausen und im Heilbronner Deutschhaus residierte. Auf Bitten seiner Frau Marie Ursula von Talheim gewährte Bastian von Weitershausen Täufern Schutz auf den Besitzungen der Familie. Sein Bruder Eberhard von Weitershausen, der auf Burg Bromberg residierte, war vermutlich Schwenckfeldianer.
Nach einem Gedicht von Nicodemus Frischlin nahm Bastian von Wittershausen, „ein auffrichtiger Edelmann“, 1575 in Stuttgart an der Hochzeit von Herzog Ludwig von Württemberg und Markgräfin Dorothea Ursula von Baden-Durlach (1559–1583) teil. 1578 schlossen Deutschorden-Marschall Sebastian von Weitershausen und seine Frau Maria Ursula von Talheim als Vormünder der Kinder des Rochius Leyher und der Brigitte von Talheim – Christoph Rochus († nach 1600), Hans Ludwig († nach 1625) und Sebastian Lyher († vor 1584) – einen Vertrag mit Hans Ulrich von und zu Talheim († 1605) und seiner Mutter Margarete von Absberg über den Zugang zum Schlossteil Schneck und zum Brunnen des Oberen Schlosses Talheim.
Sebastian und sein Bruder Eberhard von Weitershausen verkauften 1581 ihre hessischen Güter an Caspar Schutzbar genannt Milchling und gaben die alten Kirchenpatronate (ius praesentandi) der Familie in Elnhausen bei Marburg, Weitershausen und Buchenau auf. Marschalk Sebastian von Weiterßhausen war 1581 in Friedelsheim Mitsiegler eines Vergleichs zwischen dem Deutschen Orden und Pfalzgraf Johann Kasimir über die Fronverpflichtungen der Ordensuntertanen zu Oppau. 1582 bürgte Alexander von und zu Riedern († 1588) für eine Schuld von 1000 Gulden des Hans Philipp Hund von Wenkheim († 1619) bei Sebastian von Weitershausen, Marschalk des Deutschmeisters.

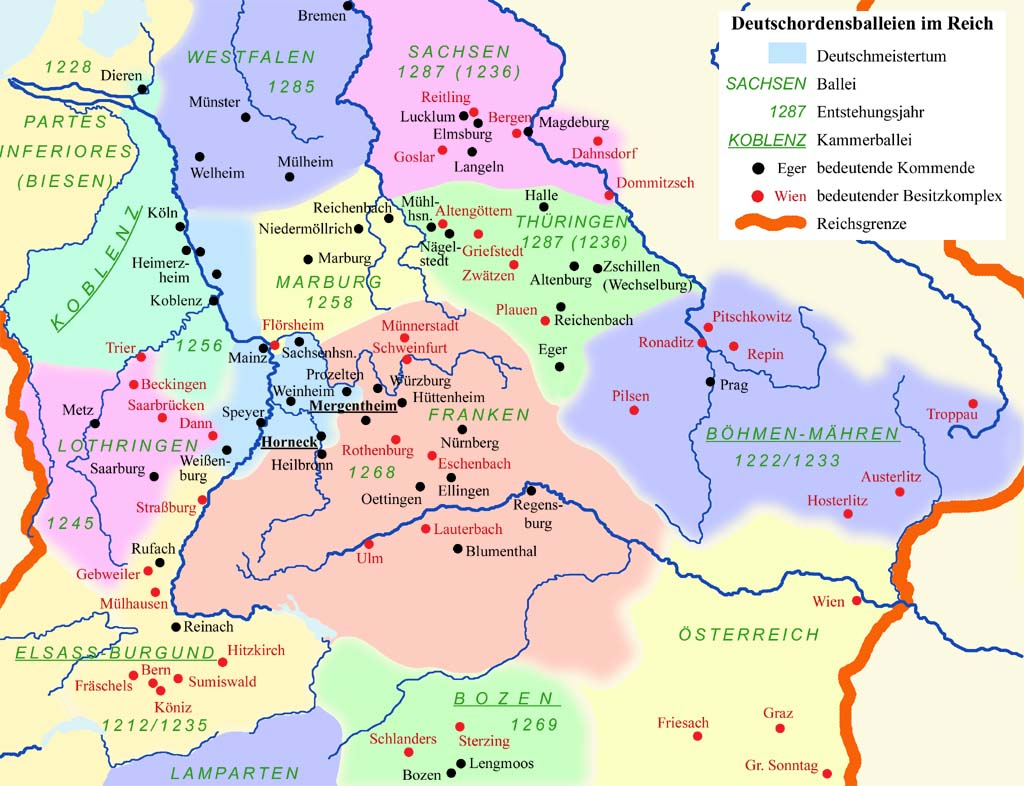
Balleien des Deutschen Ordens

Die erneute Bestallung oder Nebenbestallung Bastians von Weitershausen als hessischer „Rat und Diener von Haus“ aus im Jahre 1583 dürfte mit den in diesem Jahr geführten Verhandlungen zwischen dem Deutschen Orden und den Landgrafen Wilhelm IV. von Hessen-Kassel, Ludwig IV. von Hessen-Marburg, Philipp II. von Hessen-Rheinfels und Georg I. von Hessen-Darmstadt zusammenhängen: Streitfragen um die Deutschordensballei Hessen wurden 1583/84 mit dem Carlstädter Vertrag beigelegt, der von den Landgrafen mit dem „Administratorn des Deutschmeisterthums in Preußen“ Heinrich von Bobenhausen und den kaiserlichen Kommissaren, dem Würzburger Bischof Julius Echter von Mespelbrunn und Graf Heinrich IV. zu Castell, abgeschlossen wurde.
1583 verkauften Sebastian und Eberhard von Weitershausen das Stiftshaus ihrer Schwester, der verstorbenen Äbtissin Maria Elisabetha von Weitershausen, im Damenstift Oberstenfeld für 600 Gulden an die Chorjungfrau Helena (Helma) Senft von Sulburg.
1585 geriet „der alte“ Sebastian von Weitershausen in Heilbronn in einen schweren Ehrenhandel mit Hans Ludwig Lyher zu Talheim, seinem früheren Mündel, der ihm Urfehde schwören und zur Strafe drei Jahre in Ungarn gegen die Türken Militärdienst leisten musste. Die Eheleute Sebastian von Weitershausen und Maria Ursula von Dalheim stellten im selben Jahr beim Reichskammergericht einen Antrag auf Bestätigung ihres Testaments.
Den Verkauf eines Viertels am Flecken Freudental 1587 durch Eberhard von Weitershausen auf Bromberg an Philipp Moßbach zu Heidelberg für 7550 Gulden besiegelte Sebastian von Weitershausen zu Talheim mit. 1587 verkaufte Sebastian von Wittershausen zum Bromberg verschiedene Zehnten, Gülten und Zinsen zu Höpfigheim für 250 Gulden an den Geheimen Rat Melchior Jäger von Gärtringen (1544–1611).
Sebastian von Weitershausen verstarb 1587. Maria Ursula von Talheim überlebte ihren Mann um wenige Monate und vermachte Haus und Besitz in Talheim ihrem Neffen Christoph Rochus Lyher, während Hans Ludwig Lyher nichts aus dem Erbe erhielt. 1593 wurde für einen Bastian von Weitershausen ein hessischer Lehnbrief ausgestellt, dabei dürfte es sich um einen entfernteren Verwandten des „alten“ Bastian von Weitershausen gehandelt haben.

## Wappen

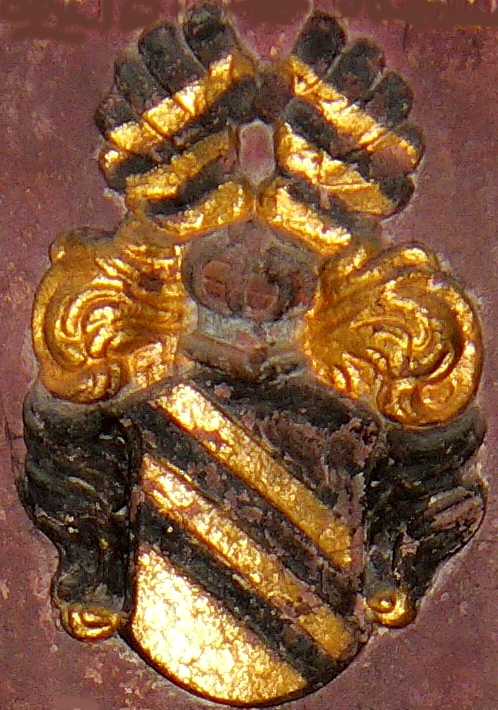
Wappen von Weitershausen auf dem Epitaph des Caspar Schutzbar († 1588) in Treis an der Lumda

Blasonierung: In Schwarz und Silber fünfmal schräglinks geteilt, so dass der obere schwarze und der untere silberne Teil größer ist als die mittleren Teile.